# 梶栗玄太郎
梶栗 玄太郎（かじくり げんたろう、1937年〈昭和12年〉 - 2012年〈平成24年〉12月26日）は、日本の宗教家、政治活動家。世界平和統一家庭連合の日本統一教会第12代会長、世界日報社社長、国際勝共連合会長、世界平和連合会長、国際ハイウェイ財団理事長などを歴任した。

## 経歴
福岡県宗像郡東郷町（現・宗像市東郷町）生まれ。玄太郎の名前は漢字は異なるが、日露戦争時の参謀の陸軍大将児玉源太郎にあやかったという。1960年、芝浦工業大学土木工学科卒業。
1963年11月、統一教会（現・世界平和統一家庭連合）に入信。1964年、全国大学連合原理研究会初代副会長に就任。
1969年4月18日、統一教会の創始者の文鮮明が来日。同年5月1日、渋谷区松濤の統一教会本部で22組の男女が文鮮明夫妻から祝福を受けて合同結婚した。このとき、梶栗は熱海惠李子と結ばれた。梶栗、神山威（第2代会長）、小山田秀生（第4代・9代会長）、櫻井設雄（第5代会長）、石井光治（第6代会長）、阿部正寿ら12組の夫婦は「12双」と呼ばれ、教団内で別格の存在とみなされている。
惠李子の母の熱海房子は日本統一教会の初代婦人部長を務めた。義父の熱海景二は旧制一高、東京帝国大学経済学部の卒業生で、野球部では福田赳夫がチームメイトであった。梶栗は熱海の紹介で、1970年から福田と関係を築いた。
1971年-1975年、国際勝共連合事務総長兼理事長。1974年-1982年、救国連盟理事長。1982年-1993年、国際ハイウェイ建設事業団理事長。1983年-1989年、世界日報社社長。
1996年-1999年、ブラジル・ジャルディン (マットグロッソ・ド・スル州)に赴任。1999年-2002年、パラグアイ・アルト・パラグアイ県プエルト・レダ（Puerto Leda）に赴任。
2009年1月8日、国際ハイウェイ建設事業団の事業を継承し、新たに、一般財団法人国際ハイウェイ財団が設立。会長には徳野英治、理事長には梶栗が就任した。
同年6月11日、統一教会の信者らが特定商取引法違反の疑いで逮捕された（新世事件）。7月13日、徳野英治は事件の責任をとり、日本統一教会会長を辞任。7月14日、梶栗は日本統一教会12代会長に就任した。2010年、国際勝共連合会長、世界平和連合会長に就任。
2012年12月26日、会長在任中に腎臓癌のため死去。75歳没。

## 著書
- 梶栗玄太郎『日本収容所列島 - いまなお続く統一教会信者への拉致監禁』賢仁舎、2010年7月。
- 梶栗玄太郎著、国際ハイウェイ財団編『国際ハイウェイプロジェクト―日韓トンネル 30年の歩みと展望』光言社、2011年12月6日。ISBN 978-4876561681。
- 梶栗玄太郎著、梶栗惠李子編『わが、「善き闘い」の日々 : 自叙伝 : 遺稿』世界基督教統一神霊協会、2013年12月。